# Valdimira da Silva Tavares
Valdimira da Silva Tavares est une femme politique santoméenne. Elle a été la première femme ministre de l'Agriculture et du Développement rural dans son pays, en fonction de 2007 à 2008.